# Troy Smith
Troy Smith (født 20. juni 1984 i Cleveland, Ohio, USA) er en amerikansk footballspiller, der tidligere spillede i NFL som quarterback for hold som Baltimore Ravens (2007-09) San Francisco 49ers (2010), Pittsburgh Steelers (2012). Han spiller nu for Montreal Alouettes i den canadiske liga CFL.
Han blev draftet til NFL af Ravens i 2007.

## Klubber
- Baltimore Ravens (2007−2009)
- San Francisco 49ers (2010)
- Omaha Nighthawks (2011)
- Montreal Alouettes (2013−)